# Sicarius jequitinhonha
Espèce
Sicarius jequitinhonha est une espèce d'araignées aranéomorphes de la famille des Sicariidae.

## Distribution
Cette espèce est endémique du Brésil.

## Étymologie
Son nom d'espèce lui a été donné en référence au lieu de sa découverte, Jequitinhonha.

## Publication originale
- Magalhães, Brescovit & Santos, 2017 : Phylogeny of Sicariidae spiders (Araneae: Haplogynae), with a monograph on Neotropical Sicarius. Zoological Journal of the Linnean Society, vol. 179, no 4, p. 767-864.